# Жуау да Нова
Жоао да Нова (на португалски: João da Nova; на испански: Juan de Nova, Xoán de Novoa) е португалски мореплавател, изследовател на Африка.

## Ранни години (1460 – 1501)
Роден е около 1460 година в селището Маседа, Кралство Галисия (днес в областта Галисия, Испания), в благородно семейство. Още като дете заедно с родителите си се преселва в Португалия. Там той постъпва на военна служба и през 1497 г. е назначен от крал Мануел I за военен губернатор на Лисабон.

## Изследователска дейност (1501 – 1509)
На 5 март 1501 г. флотилия от четири търговски кораба напуска Лисабон и се отправя за Индия. За командващ флотилията е назначен Жоао да Нова. По пътя натам в Атлантическия океан открива три острова: Възнесение (7°57′ ю. ш. 14°22′ з. д. / 7.95° ю. ш. 14.366667° з. д.), Триндади (20°31′ ю. ш. 29°19′ з. д. / 20.516667° ю. ш. 29.316667° з. д.) и Мартин Вас (20°28′ ю. ш. 28°51′ з. д. / 20.466667° ю. ш. 28.85° з. д.).
След като достигат бреговете на Индия, близо до Каликут португалците са подложени на нападение от множество малки арабски кораби, които блокират изхода на залива, в който корабите на Жоао да Нова са хвърлили котва. Морското сражение продължава от сутринта до късната нощ на 16 декември 1501 г. Португалците излизат победители от сражението без загуби и след като натоварват в Кочин голямо количество подправки се отправят обратно за Португалия.
На 22 май 1502 г. в Атлантическия океан португалците откриват остров Света Елена (122 кв. км, 15°58′ ю. ш. 5°42′ з. д. / 15.966667° ю. ш. 5.7° з. д.), а преди това в Мозамбикския проток е открит остров Хуан де Нова (17°03′ ю. ш. 42°45′ и. д. / 17.05° ю. ш. 42.75° и. д.), който е кръстен на ръководителя на експедицията.
През 1508 – 1509 г. отново плава до Индия, където влиза в спор с португалския вицекрал Афонсу де Албукерке по повод плановете за завоюването на Ормуз. По време на обсадата и превземането на Маскат от португалците е ранен и умира от раните си в Кочин през 1509 г.

## Памет
Неговото име носи остров Хуан да Нова (17°03′ ю. ш. 42°45′ и. д. / 17.05° ю. ш. 42.75° и. д.) в Мозамбикския проток.